# Soconusco
För andra betydelser, se Soconusco (olika betydelser).

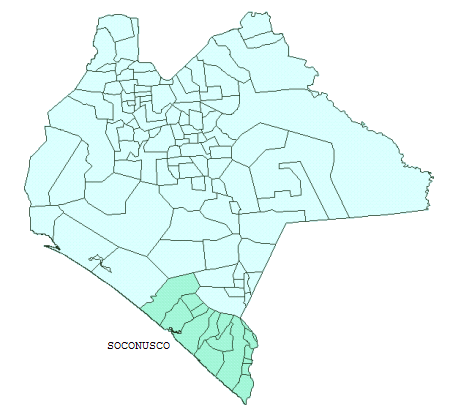
Soconuscos läge i Chiapas

Soconusco är en region i den mexikanska delstaten Chiapas. Regionen gränsar till Guatemala. Regionens huvudort är Tapachula, vilken också är en gränsstad.